# Манкейто (город, Миннесота)
Манкейто (англ. Mankato) — город в округах Блу-Эрт, Николлет, Ле-Сур, штат Миннесота, США. На площади 47,29 км² (46,39 км² — суша, 0,91 км² — вода). Население составляет 41 044 человека (2016 год). Плотность населения составляет 830 чел./км². Город пятый по численности населения в штате Миннесота за пределами агломерации Миннеаполиса-Сент-Пола. Административный центр округа Блу-Эрт, Манкейто располагается на изгибе реки Миннесота при её слиянии с рекой Блу-Эрт. Манкейто находится через реку от города Норт-Манкейто. У Манкейто и Норт-Манкейто объединённое население более 53 000 человек, согласно переписи 2010 года. Вместе они полностью окружают город Скайлайн.
- Телефонный код города — 507
- Почтовый индекс — 56001-56003
- FIPS-код города — 27-39878[2]
- GNIS-идентификатор — 0647438[3]